# Bible Belt

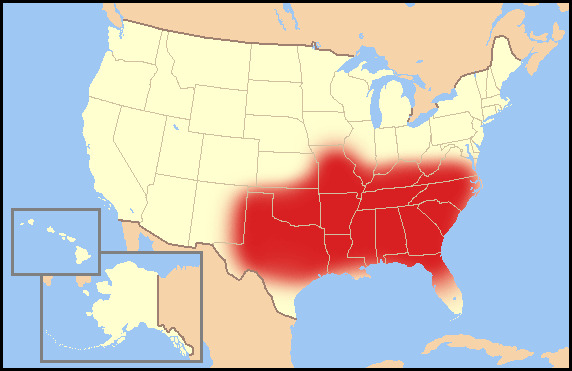
1. D82222 Bibelgürtel

Dominierende Glaubensrichtungen 2001 in den 48 Bundesstaaten, ohne Alaska und Hawaii (Details):
Katholiken
Baptisten
Methodisten
Lutheraner
Mormonen
andere

Mit Bible Belt (englisch für Bibelgürtel) wird eine Gegend in den USA bezeichnet, in der evangelikaler Protestantismus ein integraler Bestandteil der Kultur ist. Dieses Gebiet erstreckt sich größtenteils über die Südstaaten.

## Geographische Einordnung
Exakte Grenzen existieren nicht, in der Regel ist ein Gebiet gemeint, das sich von Texas im Südwesten und Kansas im Nordwesten bis Virginia im Nordosten und Florida im Südosten erstreckt.

## Geschichtlicher Hintergrund
Vor dem Bürgerkrieg waren die Südstaaten weniger religiös geprägt als etwa der Mittlere Westen oder Neuengland. Erst das Erlebnis des verlorenen Krieges, die folgende Besatzung durch Nordstaatentruppen und die damit einhergehenden einschneidenden wirtschaftlichen und gesellschaftlichen Umwälzungen bewirkten in diesem Gebiet eine starke Hinwendung zur Religion.

## Politische Einordnung
Politisch sind die Bundesstaaten des Bible Belt bzw. die Mehrheit ihrer Bevölkerungen überwiegend dem konservativen Wählerspektrum zuzurechnen. Bis etwa 1960 war das Gebiet fest in der Hand der Demokraten, da die Republikaner immer noch als Partei des ehemaligen Kriegsgegners empfunden wurden (siehe Solid South). Mit der Hinwendung der Demokraten zur Bürgerrechtsbewegung und im Folgenden einer Wahlkampfstrategie der Republikaner, die auf die Wähler dieser Staaten besonderes Augenmerk legte, änderte sich dies. Heute gelten die Staaten des Bible Belt – außer Florida, Virginia, und zunehmend auch Georgia sowie North Carolina – zumindest bei US-Präsidentschaftswahlen als Hochburgen der Republikanischen Partei. Der letzte demokratische Präsidentschaftskandidat, der im Bible Belt nennenswert politischen Erfolg hatte, war Jimmy Carter, der lange Jahre als Diakon einer Baptistengemeinde aktiv war. Spätere demokratische Präsidentschaftskandidaten – selbst jene, die aus dem Süden kommen oder dort langjährig politisch aktiv waren – wie Bill Clinton (Gouverneur von Arkansas) oder Al Gore (Senator und Abgeordneter für Tennessee) waren im Süden kaum erfolgreich. Gore unterlag sogar in Florida gegen George W. Bush, was ihn in einer äußerst knappen Wahl die Mehrheit der Wahlmännerstimmen kostete.

## Hochburgen
Für verschiedene Städte innerhalb des Bible Belt wird gelegentlich die Bezeichnung The Buckle of the Bible Belt (Die Gürtelschnalle des Bibelgürtels) gebraucht. Kennzeichnend sind wichtige kirchliche Einrichtungen, Unternehmen mit entsprechendem Hintergrund, eine allgemein hohe Dichte an Gotteshäusern oder eine streng gläubige Bevölkerungsmehrheit.
Beispielsweise wird die Bezeichnung für Nashville (Tennessee) verwendet, das auch Music City, USA genannt wird. Hier erfolgt ein Wortspiel, das darauf beruht, dass von den Country-Musikern übergroße (umgangssprachlich: dinnertellergroße) Gürtelschnallen getragen werden und außerdem verschiedene evangelikale Kirchen beheimatet sind, darunter die größte, die Southern Baptist Convention. Weitere Städte sind Tulsa in Oklahoma, Lubbock in Texas, Jacksonville in North Carolina u. a.

## Gürtelterminologie in den USA
Die Gürtelterminologie wird oft benutzt, um sich in Ost-West-Richtung ausdehnende Regionen der USA zu beschreiben, die eine gemeinsame Eigenschaft besitzen. Neben dem Bibelgürtel gibt es beispielsweise den Rostgürtel (Rust Belt), der sich über die Industriegegenden im Nordosten und den nördlichen mittleren Westen erstreckt sowie den Sonnengürtel (Sun Belt), eine Bezeichnung für die Staaten mit vergleichsweise heißem Wetter zwischen den Küsten. Weitere Gürtel sind der Schneegürtel (Snow Belt), der Getreidegürtel (Grain Belt), der Maisgürtel (Corn Belt), der schwarze Gürtel (Black Belt) und der Baumwollgürtel (Cotton Belt). Viele dieser Gürtel überlagern einander, so ist der Bible Belt und der Cotton Belt weitgehend geographisch dasselbe Gebiet, hauptsächlich jene Staaten, die von 1861 bis 1865 die Konföderierten Staaten von Amerika bildeten.

## Andere Staaten
Mit Bible Belt werden aus US-amerikanischer Sicht auch Landstriche anderer Staaten mit einem hohen konservativ-christlichen Bevölkerungsanteil bezeichnet, wobei diese Gebiete weder langgestreckt noch zusammenhängend sein müssen.

### Australien
In Australien wird der Ausdruck Bible Belt ebenfalls verwendet. Meistens sind damit Gegenden um einzelne Städte, wie etwa die nordwestlichen Vororte von Baulkham Hills, Sydney, die nordöstlichen Vororte von Adelaide wie Paradise, Modbury und Golden Grove, gemeint.

### Deutschland
Ein deutscher Bibelgürtel erstreckt sich vom Westerwald über das Siegerland bis zum Bergischen Land. Hier sitzen auch mehrere evangelikale Werke und Einrichtungen (z. B. Evangeliumsrundfunk in Wetzlar). Die sich streng an den Urtext haltende Elberfelder Bibel (Wuppertal) wird von Evangelikalen bevorzugt.
„Sächsischer Biblebelt“ ist ein von der Journalistin Jennifer Stange von der Heinrich-Böll-Stiftung eingeführter Begriff für ein Gebiet, das sich vom Vogtland bis ins Erzgebirge erstreckt und stark evangelikal-fundamentalistisch geprägt sei. Die Gemeinden des „sächsischen Biblebelt“ haben alle die Markersbacher Erklärung von 2012 (im Original „Erklärung 144 sächsischer Kirchgemeinden zum familiären Zusammenleben im Pfarrhaus“) unterschrieben, die sich gegen das Zusammenleben homosexueller Pfarrer im Pfarrhaus der jeweiligen Gemeinde ausspricht. Sie organisierten sich in der Sächsischen Bekenntnis-Initiative. Gleichwohl stimmte die Evangelisch-Lutherische Landeskirche Sachsens sowohl dem Zusammenleben homosexueller Pfarrer und im Pfarrhaus kirchenrechtlich zu und im Oktober 2016 ermöglichte die Landeskirche Sachsen die Segnung gleichgeschlechtlicher Paare.
Als „Pietcong“ werden, abgeleitet von den Studentenprotesten gegen den Vietnamkrieg, seit den 1970er Jahren Gebiete Schwabens im Umkreis von Stuttgart sowie im Nord- und Hochschwarzwald umgangssprachlich abwertend als gesellschaftlich rückständig bezeichnet. Der Politologe Michael Lühmann sagte etwa: „Die Kirchen sind hier immer noch sehr gut gefüllt und ein bedeutender gesellschaftlicher Akteur.“ Stuttgart sei – wie das sächsische Pendant – eingebettet in einen historisch gewachsenen Pietismus. Er bezeichnete beide Gegenden als „Bible Belts“ der Bundesrepublik, in denen „Renitenz und Protest“ seit Jahren reiften und die zudem zu Hochburgen der AfD wurden.

### Kanada
Gelegentlich wird der Terminus auch als Bezeichnung für die konservative Region in der kanadischen Provinz Alberta benutzt.

### Niederlande
In den Niederlanden gibt es einen Bibelgürtel, der sich von Zeeland im Westen bis Overijssel im Nordosten erstreckt. Sein Erstreckungsgebiet ist die politische Hochburg der Reformierten Politischen Partei.

### Norwegen
Zum norwegischen Bible Belt werden Westnorwegen und Südnorwegen gerechnet.

### Schweden
Der schwedische Bible Belt liegt im nördlichen Småland und konzentriert sich auf die Stadt Jönköping und deren Umgebung. Die Christdemokraten haben dort ihre wichtigste Wählerbasis.

## Andere Bedeutungen
Bible Belt wird außerdem als humorvolles Synonym für den Keuschheitsgürtel verwendet. Dies liegt wohl an den Keuschheitskampagnen der im Bible Belt ansässigen Kirchen bzw. ihrer Aktivisten und Funktionäre.